# Câu giờ trong Thượng viện Hoa Kỳ
Câu giờ (tiếng Anh: filibuster) là một chiến thuật được sử dụng bởi một nhóm các thành viên trong Thượng viện Hoa Kỳ để phản đối và ngăn cản một dự luật được thông qua, mặc dù dự luật có đủ người ủng hộ để thông qua nó. Chiến thuật này liên quan đến việc tận dụng quy tắc rằng cần phải có 60 phiếu bầu mới có thể ngừng tranh luận về một dự luật. Tranh luận về một dự luật có thể kéo dài vô thời hạn và phải kết thúc trước khi dự luật được biểu quyết và thông qua. Do đó, thiểu số phản đối gồm ít nhất 41 thành viên có thể ngăn cản việc thông qua dự luật, ngay cả khi đa số ủng hộ gồm ít nhất 51 thành viên sau đó có thể thông qua dự luật.
Câu giờ đã trải qua một số thay đổi trong suốt thế kỷ thứ 20 do các quy tắc của Thượng viện được sửa đổi. Ban đầu, khả năng câu giờ vô tình được đưa vào như một tác dụng phụ của việc sửa đổi quy tắc năm 1806, trong đó đã loại bỏ khả năng kết thúc tranh luận tại Thượng viện bằng một cuộc bỏ phiếu đa số đơn giản. Do đó, bên thiểu số có thể kéo dài cuộc tranh luận về một dự luật vô thời hạn bằng cách phát biểu trong một thời gian dài tại Thượng viện, ngăn cản dự luật được biểu quyết. Tuy nhiên, câu giờ được sử dụng tương đối hiếm cho đến thời đại dân quyền. Thượng nghị sĩ Strom Thurmond thuộc Đảng Dân chủ, đã nổi tiếng câu giờ Đạo luật Dân quyền năm 1957 bằng cách phát biểu trong hơn 24 tiếng. Các đảng viên Đảng Dân chủ do Richard Russell Jr. lãnh đạo đã nổi tiếng ngăn cản việc thông qua Đạo luật Dân quyền năm 1964 trong 60 ngày làm việc bằng cách sử dụng biện pháp câu giờ. Trong những năm 1970, Thượng viện đã thông qua hệ thống "hai đường", có dụng ý phần nào như một cuộc cải cách tiến bộ nhằm ngăn chặn việc câu giờ có thể cản trở hoàn toàn Thượng viện làm việc. Tuy nhiên, theo các quy tắc mới này, pháp luật có thể bị chặn chỉ bằng cách gửi văn bản viết tay nêu lên ý định câu giờ. Do đó, sự thay đổi quy tắc này đã vô tình đưa ra yêu cầu đại đa số cho Thượng viện, vì bên thiểu số có thể câu giờ và ngăn chặn luật pháp mà không cần phải phát biểu trước Thượng viện.
Một số đạo luật đã được thông qua để hạn chế phạm vi của việc câu giờ bằng cách giới hạn rõ ràng thời gian tranh luận tại Thượng viện, đáng chú ý nhất là Đạo luật Kiểm soát Ngân sách và Giam giữ của Quốc hội năm 1974 đã tạo ra quá trình điều hòa ngân sách. Hơn nữa, những thay đổi đối với Quy tắc XXII vào năm 2013 và 2017 hiện chỉ yêu cầu một đa số đơn giản để chốt các ứng cử viên tổng thống, mặc dù hầu hết dự luật vẫn yêu cầu 60 phiếu bầu. Những lần thay đổi quy tắc này được thực hiện bằng cách viện dẫn cái gọi là "lựa chọn hạt nhân", một thủ tục nghị viện cho phép Thượng viện bỏ qua một trong những quy tắc thường trực của nó, bao gồm ngưỡng 60 phiếu để kết thúc tranh luận, bằng một phiếu đa số đơn giản (≥ 51 phiếu bầu, hoặc 50 phiếu bầu với Phó Tổng thống bỏ phiếu trong trường hợp hòa nhau), thay vì siêu đa số hai-phần-ba thường phải có để sửa đổi các quy tắc của Thượng viện.

## Lịch sử

### Quy định hiến pháp
Chỉ có một ít các yêu cầu cần phải có siêu đa số được Hiến pháp Hoa Kỳ ban đầu quy định rõ ràng, bao gồm việc kết tội một người dựa trên các điều khoản luận tội (2/3 Thượng viện), đuổi việc một thành viên Quốc hội (2/3 số thành viên trong viện đang nói đến, tức Thượng viện hoặc Hạ viện), phủ nhận quyền phủ quyết của tổng thống (2/3 của cả hai viện), phê chuẩn hiệp ước (2/3 của Thượng viện) và đề xuất sửa đổi hiến pháp (2/3 của cả hai viện). Thông qua văn bản chứa hàm ý tiêu cực, Hiến pháp cũng trao cho một đa số đơn giản quyền lực để đặt ra các quy tắc thủ tục: "Mỗi Viện có thể xác định các Quy tắc Thủ tục của mình, trừng phạt các Thành viên của mình vì Hành vi mất trật tự, và với sự đồng tình của hai phần ba, đuổi việc một Thành viên."
Trong Federalist số 22, một bài luận trong một loạt các luận văn của Alexander Hamilton, ông đã mô tả các yêu cầu siêu đa số là một trong những vấn đề chính đối với các Điều khoản Hợp bang trước đây, và nêu lên một số điều tai hại có thể xuất phát từ yêu cầu như vậy:
"Việc cho một thiểu số quyền phủ định một đa số (mà sẽ luôn luôn là như vậy khi cần phải có nhiều hơn một đa số để đưa ra quyết định), thường có nghĩa là số lượng lớn hơn dường như phải chịu sự kiểm soát bởi số ít hơn. ... Sự cần thiết của tính nhất trí trong các cơ quan công quyền, hoặc của một cái gì đó gần giống với nó, được hình thành dựa trên giả thuyết rằng nó sẽ đóng góp cho an ninh. Nhưng tác dụng thực sự của nó là ngăn trở chính quyền, phá hủy năng lượng của chính phủ, và thay thế những cân nhắc và quyết định thường xuyên của một đa số đáng kể bằng niềm vui, sự thất thường, hoặc mưu mẹo của một chính quyền tầm thường, hỗn loạn hoặc tham nhũng. Trong những trường hợp mang tính khẩn cấp của một quốc gia như vậy, trong đó sự tốt hay xấu, điểm yếu hay sức mạnh của chính phủ của quốc gia đó là điều quan trọng nhất thì thường có nhu cầu hành động. Doanh nghiệp đại chúng, bằng cách này hay cách khác, phải tiến lên. Nếu một thiểu số ngoan cố có thể kiểm soát ý kiến của đa số khi bàn về phương thức tốt nhất để tiến hành nó, thì đa số, để có thể thực hiện được điều gì đó, phải tuân theo quan điểm của thiểu số; và do đó, số lượng nhỏ hơn sẽ lấn át số lượng lớn hơn, và tạo nền móng cho những gì sẽ hiện hữu ở các thủ tục quốc gia. Do đó, sẽ xảy ra sự chậm trễ tẻ nhạt; đàm phán liên tục và mưu đồ; những thỏa hiệp đáng khinh xâm phạm của lợi ích công cộng. Tuy nhiên, trong một hệ thống như vậy, thậm chí người ta còn rất vui khi những thỏa hiệp như vậy có thể xảy ra: vì trong một số trường hợp, nhiều thứ sẽ không cho phép xảy ra thỏa hiệp; và sau đó các biện pháp của chính phủ phải bị đình chỉ một cách nguy hiểm, hoặc bị đánh bại không bao giờ có thể phục hồi. Thông thường, do không thể đạt được sự đồng tình của tất cả số lượng phiếu bầu cần thiết, nó được giữ ở trạng thái bất động. Tình hình của nó luôn luôn phải trải qua sự yếu kém, đôi khi là chạm đến tình trạng vô trị".

### Tình cờ tạo ra và những lần sử dụng câu giờ thuở đầu
Năm 1789, Thượng viện Hoa Kỳ khóa đầu tiên thông qua các quy tắc cho phép thượng nghị sĩ kiến nghị tiếp tục với vấn đề trước đó (bằng số phiếu đa số đơn giản), có nghĩa là kết thúc tranh luận và tiến tới một cuộc bỏ phiếu. Nhưng Phó Tổng thống Aaron Burr lập luận rằng bản kiến nghị vấn đề trước đó là thừa, chỉ được thực hiện một lần trong bốn năm trước đó, và nên bị loại bỏ, vào năm 1806, sau khi ông rời nhiệm sở. Thượng viện đồng ý và sửa đổi các quy tắc của nó. Vì nó không tạo ra một cơ chế thay thế nào để chấm dứt tranh luận, về mặt lý thuyết, câu giờ đã trở nên khả thi.
Trong hầu hết thời kỳ tiền Nội chiến, câu giờ hiếm khi được sử dụng, vì các thượng nghị sĩ miền Bắc muốn duy trì sự ủng hộ của miền Nam do lo ngại về sự bất hợp nhất/ly khai và đưa ra các thỏa hiệp về chế độ nô lệ để tránh đụng độ với các tiểu bang mới được gia nhập vào Hợp quốc theo từng cặp để duy trì sự cân bằng cục bộ trong Thượng viện, đáng chú ý nhất là trong Thỏa hiệp Missouri năm 1820. Thật vậy, cho đến cuối những năm 1830, câu giờ vẫn là một lựa chọn hoàn toàn theo lý thuyết, chưa bao giờ được thực hiện trên thực tế.
Câu giờ Thượng viện đầu tiên xảy ra vào năm 1837 khi một nhóm thượng nghị sĩ Đảng Whig câu giờ để ngăn các đồng minh của Tổng thống Dân chủ Andrew Jackson xóa bỏ nghị quyết chỉ trích chống lại ông. Năm 1841, một sự kiện quan trọng xảy ra trong cuộc tranh luận về dự luật để ban đặc quyền cho một ngân hàng quốc gia mới. Sau khi Thượng nghị sĩ Henry Clay của Đảng Whig cố gắng kết thúc tranh luận bằng một đầu phiếu đa số, Thượng nghị sĩ Đảng Dân chủ William R. King đã đe dọa câu giờ, nói rằng Clay "có thể làm điều này tại nhà trọ của mình vào mùa đông." Các thượng nghị sĩ khác đứng về phía King, và Clay phải dừng lại.
Vào thời điểm đó, cả Thượng viện và Hạ viện đều cho phép câu giờ như một cách để ngăn chặn bỏ phiếu diễn ra. Những sửa đổi sau đó đối với các quy định của Hạ viện đã hạn chế các đặc quyền về câu giờ trong viện đó, nhưng Thượng viện vẫn tiếp tục cho phép chiến thuật này.